# Campeonato Equatoriano de Futebol de 2014
O Campeonato Equatoriano de Futebol de 2014 e por motivos comerciais chamado de Copa Pilsener 2014 foi o quinquagésimo sexta (56) edição do Campeonato Equatoriano de Futebol. É o equivalente a primeira divisão do futebol profissional equatoriano. O torneio começou no dia 25 de janeiro e encerrado em 21 de dezembro, este campeonato foi organizado pela Federación Ecuatoriana de Fútbol Futebol]].
O torneio consistiu em um conjunto de três etapas. A primeira e segunda fase desenvolveu um torneio todos contra todos, enquanto a terceira fase foi a final a ser disputada entre os vencedores das fases anteriores. Foram colocadas três vagas para a Copa Libertadores de 2015 e e quatro vagas para a Copa Sul-Americana de 2015.
O Campeão desta edição foi o Emelec que conquistou seu décimo segundo título e pela terceira vez na história um bi-campeonato. A equipe venceu a primeira fase e na terceira fase derrotou o Barcelona SC por um placar agregado por 4-1.

## Equipes Participantes
| Clube                   | Cidade     | Treinador         | Estádio                    | Capacidade | Marca           | Patrocinador                                |
| ----------------------- | ---------- | ----------------- | -------------------------- | ---------- | --------------- | ------------------------------------------- |
| Barcelona SC            | Guayaquil  | Rubén Israel      | Monumental Banco Pichincha | 57.267     | Marathon Sports | Pilsener                                    |
| Deportivo Cuenca        | Cuenca     | Guillermo Duró    | Alejandro Serrano Aguilar  | 20.502     | Marathon Sports | Metrocar                                    |
| Deportivo Quito         | Quito      | Carlos Sevilla    | Olímpico Atahualpa         | 35.742     | Fila            | Prima Electronics, QMC                      |
| El Nacional             | Quito      | Octavio Zambrano  | Olímpico Atahualpa         | 35.258     | Lotto           | Pilsener                                    |
| Emelec                  | Guayaquil  | Gustavo Quinteros | Estádio George Capwell     | 24.019     | Warrior Sports  | Pilsener                                    |
| Independiente del Valle | Sangolquí  | Pablo Repetto     | General Rumiñahui          | 7.500      | Marathon Sports | DirecTV                                     |
| Liga de Loja            | Loja       | Diego Ochoa       | Reina del Cisne            | 13.359     | Astro           | Banco de Loja                               |
| LDU                     | Quito      | Luis Zubeldía     | Casa Blanca                | 41.575     | Umbro           | Budweiser, Ambev, Chevrolet                 |
| Manta Fútbol Club       | Manta F.C. | Jorge Alfonso     | Jocay                      | 17.834     | Astro           | Atún Isabel                                 |
| Mushuc Runa S.C.        | Ambato     | Julio Asad        | Bellavista                 | 18.000     | AESA            | Cooperativa de Ahorro y Crédito Mushuc Runa |
| C.D. Olmedo             | Riobamba   | Juan Urquiza      | Olímpico (Riobamba)        | 18.000     | Reusch          | Acción Rural                                |
| Universidad Católica    | Quito      | Jorge Célico      | Olímpico Atahualpa         | 35.742     | Astro           | Discover Card                               |

## Equipes por Províncias
| Província                                            | Nº | Equipos                                                                                     |
| ---------------------------------------------------- | -- | ------------------------------------------------------------------------------------------- |
| Pichincha                                            | 5  | Deportivo Quito, El Nacional, Independiente del Valle, Liga de Quito e Universidad Católica |
| Guayas                                               | 2  | Emelec e Barcelona S.C.                                                                     |
| Manabí                                               | 1  | Manta F.C.                                                                                  |
| Tungurahua                                           | 1  | Mushuc Runa S.C.                                                                            |
| Ficheiro:Bandera Província Chimborazo.svg Chimborazo | 1  | C.D. Olmedo                                                                                 |
| Azuay                                                | 1  | Deportivo Cuenca                                                                            |
| Loja                                                 | 1  | Liga de Loja                                                                                |

## Primeira Fase

### Classificação
| Pos | Equipe                  | Pts | PJ | G  | E | P  | GM | GC | SG  |
| --- | ----------------------- | --- | -- | -- | - | -- | -- | -- | --- |
| 1.  | C.S. Emelec             | 44  | 22 | 13 | 5 | 4  | 35 | 14 | +21 |
| 2.  | Independiente del Valle | 40  | 22 | 11 | 7 | 4  | 36 | 18 | +18 |
| 3.  | Liga de Loja            | 36  | 22 | 11 | 3 | 8  | 25 | 31 | -6  |
| 4.  | Barcelona S.C.          | 35  | 22 | 10 | 5 | 7  | 26 | 18 | +8  |
| 5.  | LDU                     | 29  | 22 | 7  | 8 | 7  | 20 | 22 | -2  |
| 6.  | Universidad Católica    | 28  | 22 | 8  | 4 | 10 | 26 | 28 | -2  |
| 7.  | El Nacional             | 27  | 22 | 8  | 3 | 11 | 26 | 35 | -9  |
| 8.  | Deportivo Quito         | 26  | 22 | 6  | 8 | 8  | 20 | 22 | -2  |
| 9.  | C.D. Olmedo             | 26  | 22 | 6  | 8 | 8  | 21 | 24 | -3  |
| 10. | Mushuc Runa S.C.        | 26  | 22 | 7  | 5 | 10 | 19 | 24 | -5  |
| 11. | Manta F.C.              | 23  | 22 | 6  | 5 | 11 | 21 | 29 | -8  |
| 12. | Deportivo Cuenca        | 23  | 22 | 6  | 5 | 11 | 21 | 31 | -10 |

|  | Classificado para a final do Campeonato e para a Copa Libertadores de 2015. |

## Segunda Fase

### Classificação
| Pos | Equipe                  | Pts | PJ | G  | E | P  | GM | GC | SG  |
| --- | ----------------------- | --- | -- | -- | - | -- | -- | -- | --- |
| 1.  | Barcelona S.C.          | 48  | 22 | 15 | 3 | 4  | 33 | 16 | +17 |
| 2.  | Independiente del Valle | 46  | 22 | 14 | 4 | 4  | 42 | 18 | +24 |
| 3.  | C.S. Emelec             | 44  | 22 | 14 | 2 | 6  | 40 | 22 | +18 |
| 4.  | LDU                     | 40  | 22 | 11 | 7 | 4  | 38 | 22 | +16 |
| 5.  | El Nacional             | 29  | 22 | 8  | 5 | 9  | 23 | 26 | -3  |
| 6.  | Universidad Católica    | 28  | 22 | 8  | 4 | 10 | 25 | 30 | -5  |
| 7.  | Deportivo Cuenca        | 28  | 22 | 7  | 7 | 8  | 23 | 29 | -6  |
| 8.  | Liga de Loja            | 22  | 22 | 5  | 7 | 10 | 21 | 31 | -10 |
| 9.  | Mushuc Runa S.C.        | 21  | 22 | 4  | 9 | 9  | 19 | 30 | -11 |
| 10. | Manta F.C.              | 20  | 22 | 5  | 5 | 12 | 25 | 35 | -10 |
| 11. | Deportivo Quito         | 20  | 22 | 4  | 8 | 10 | 17 | 32 | -15 |
| 12. | C.D. Olmedo             | 16  | 22 | 3  | 7 | 12 | 18 | 33 | -15 |

|  | Classificado para a final do Campeonato e para a Copa Libertadores de 2015. |

## Final
- Emelec
- Barcelona SC

## Artilharia
- Armando Wila - 20 gols
- M. Bolaños - 19 gols
- J. Sornoza - 17 gols

## Premiação
| Campeão do Campeonato Equatoriano de Futebol de 2014 - Série A |
| Equador                                                        |
| -------------------------------------------------------------- |
| Emelec (12.° título)                                           |

## Ligações Externas
- Site Oficial
- Soccerway